# Renault ABV
Le Renault ABV, présenté comme un ABJ double, est un autorail articulé à deux caisses sur 3 bogies, produit par Renault en 1936-1937. 
Les 2 bogies d'extrémité supportent un moteur de 265 ch (195 kW) puis 300 ch.

## Description
17 unités ont été produites. On distingue :
- les ABV 1, avec à l'origine les radiateurs sous les baies :
  - 5 PLM ZZ G 301 à 305, SNCF ZZ R 101 à 105 puis X 101 à 105, 1936-1944
  - 2 État ZZ 24103 & 4, SNCF ZZ R 121 & 122 puis X 121 & 122,
- les ABV 2, avec radiateurs en toiture, 1937-1970 :
  - 3 Est ZZ 100001 à 3, devenus PLM ZZ G 306 à 8[2], SNCF ZZ R 111 à 113 puis X 111 à 113, 1937-1944,
  - 1 SNCF ZZ R 123 puis X 123, 1941,
  - 3 PO ZZ PEty 23879 à 23881, puis SNCF ZZ R 131-133 et enfin X 131, les 2 suivants ayant été détruits par un bombardement en 1944,
  - 3 CFAE ZZyw A 1 à 3 ou CFA ZZ G 1 à 3, 1937, Algérie.

À leur reprise par la SNCF, les ABV 1 ont vu leurs radiateurs déplacés en toiture avec ventilation forcée à la façon des ABJ 4 ; ils ont aussi été équipés de traverses de choc et de tampons.

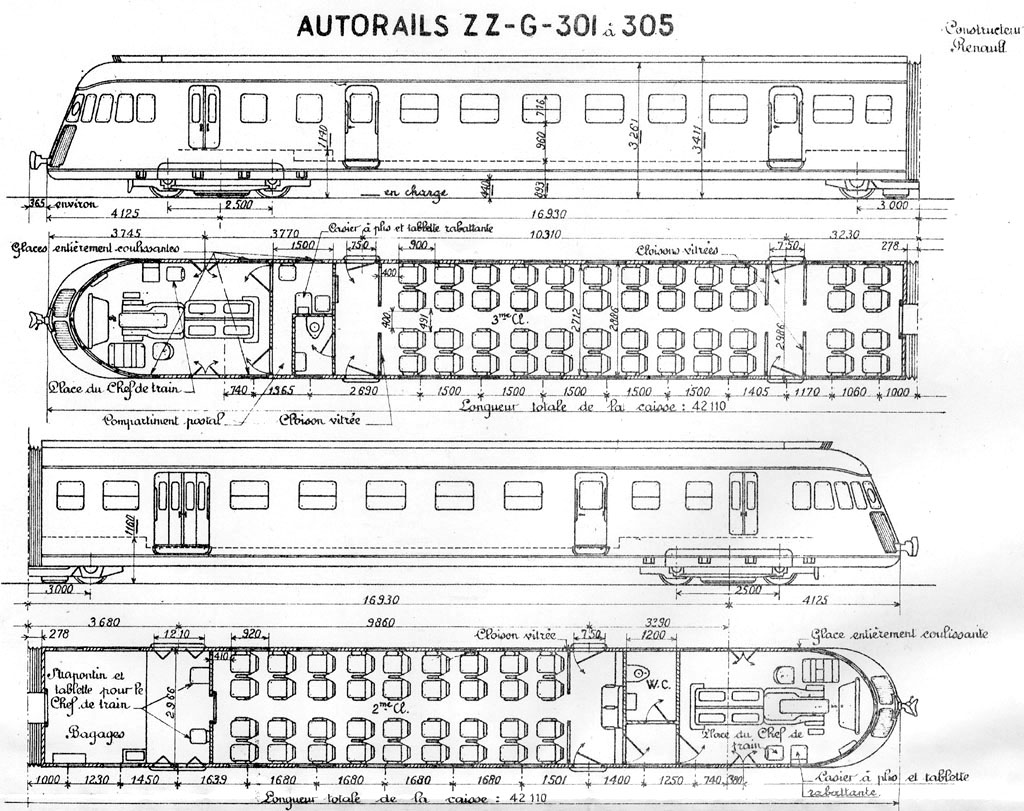
Plan d'un ABV 1 du PLM.